# Dorotea Jordan

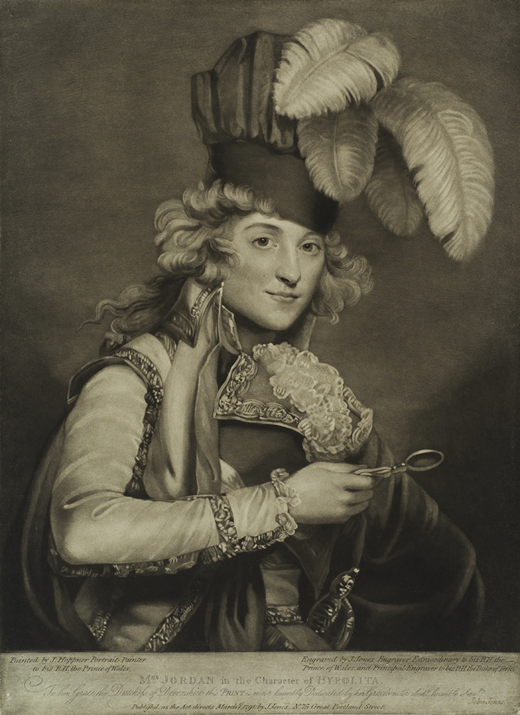
Dorotea Jordan en el carácter de Hipólita, grabado a media tinta de John Jones, de Londres, 1791, a partir de una pintura de John Hoppner.

Dorotea Bland, Mrs. Jordan (Waterford, 21 de noviembre de 1761-Saint-Cloud, 5 de julio de 1816) fue una actriz irlandesa. Entre 1791 y 1811 fue amante y compañera del duque de Clarence, quien se convertiría en 1830 en Guillermo IV al suceder a su hermano Jorge IV en el trono. Juntos tuvieron diez hijos ilegítimos, todos los cuales tomaron el apellido FitzClarence.

## Biografía

### Primeros años
Dorotea Bland (a veces llamada Dorothy o Dora), nació cerca de Waterford (Irlanda), era hija de Francisco Bland (m. 1778) y su amante, Grace Phillips. Era nieta paterna de Nathaniel Bland (m. 1760), vicario general de Ardfert y Aghada, y el juez de la Corte prerrogativa de Dublín, Irlanda, y su esposa Lucy (nacida Heaton).
En 1774, cuando tenía 13 años, el padre de Dorotea, que trabajaba como tramoyista, abandonó a la familia para casarse con una actriz irlandesa. A pesar de que continuó apoyando a la familia mediante el envío de escasas cantidades de dinero, ellos eran pobres y Dorotea tenía que ir a trabajar para ayudar a sus cuatro hermanos. Su madre, una actriz de profesión, vio potencial en Dorotea y la puso en el escenario.

### Vida en el escenario y relaciones tempranas
Ella se convirtió en una famosa actriz del día y se decía que tenía las piernas más hermosas jamás vistas en el escenario. Los espectadores disfrutaron de sus actuaciones en papel con calzones. Asumió el nombre de Mrs. Jordan, porque era un poco más respetable para una mujer casada estar en el escenario. De hecho, no había ningún Mr. Jordan y Dorotea Bland nunca se casó. Algunas fuentes afirman que el nombre y el título los tomó para ocultar un embarazo temprano. Ella tenía una aventura con su primer jefe, Richard Daly, gerente del Teatro Real de Cork, que estaba casado y con quien tuvo una hija ilegítima, Frances (n. 1782 Dublín), a los 20 años.
En Inglaterra, tuvo una relación de corta duración con un teniente del ejército, Carlos Doyne, que le propuso matrimonio. Pero ella lo rechazó y fue a trabajar para la compañía de teatro dirigida por Tate Wilkinson. Fue en este punto que adoptó el nombre de Mrs. Jordan - una referencia a su escape a través del Mar de Irlanda, asemejado con el río Jordán.
Poco después que su romance con Wilkinson había terminado, comenzó un romance con Jorge Inchbald, el protagonista masculino de la compañía Wilkinson. Según Claire Tomalin, biógrafa de Dorotea, Dorotea estaba tan enamorada de él, que se habría casado con Inchbald, pero que él nunca se lo pidió. Con el corazón roto, ella lo dejó en 1786 para iniciar un romance con Sir Richard Ford, un magistrado de la policía y abogado. Se fue a vivir con Ford cuando prometió casarse con ella. Tuvieron tres hijos, un niño que pronto murió y dos hijas. Ella lo dejó para comenzar su aventura con el duque de Clarence, una vez que se dio cuenta de que Ford no iba a casarse con ella.

### Relación con Guillermo IV
Bonita, ingeniosa e inteligente, Jordan pronto llamó la atención de los hombres ricos. Se convirtió en la amante de Guillermo, duque de Clarence, más tarde el rey Guillermo IV del Reino Unido, en 1791, viviendo con él en la Bushy House, y parece no haberse preocupado de la política o las intrigas políticas que a menudo iban detrás de escena en las cortes reales. Continuó su carrera en la actuación, e hizo apariciones públicas con el duque cuando era necesario. Juntos tuvieron al menos diez hijos ilegítimos, todos los cuales tomaron el apellido FitzClarence:
1. Jorge FitzClarence, I conde de Munster (1794 - 1842), nombrado conde de Munster en 1831.
2. Enrique Eduardo FitzClarence (27 de marzo de 1795 - septiembre de 1817) (sin descendencia).
3. Sofía Sidney, baronesa De L'Isle y Dudley (agosto de 1796 - 10 de abril de 1837) se casó con Felipe Sidney, I barón De L'Isle y Dudley.
4. Lady María Fox (19 de diciembre de 1798 - 13 de julio de 1864), se casó con el general Carlos Ricardo Fox (sin descendencia).
5. Teniente General, Lord Federico FitzClarence (9 de diciembre de 1799 - 30 de octubre de 1854), oficial del ejército británico.
6. Isabel Hay, condesa de Erroll (17 de enero de 1801 - 16 de enero de 1856) se casó con William Hay, XVIII conde de Erroll.
7. Contralmirante, Lord Adolfo FitzClarence ADC, RN (18 de febrero de 1802 - 17 de mayo de 1856) (sin descendencia).
8. Lady Augusta Gordon (17 de noviembre de 1803 - 8 de diciembre de 1865) se casó, en primer lugar, con el Honorable John Kennedy-Erskine, 5 de julio de 1827, se casó, en segundo lugar, con el almirante Lord Federico Gordon-Hallyburton.
9. Lord Augusto FitzClarence (1 de marzo de 1805 - 14 de junio de 1854); rector Mapledurham en Oxfordshire. Casado con Sara Gordon, tuvieron descendencia.
10. Amelia Cary, vizcondesa Falkland (21 de marzo de 1807 - 2 de julio de 1858) se casó con Lucius Cary, X vizconde Falkland.

### Últimos años
En 1811, cuando ella y el duque se separaron, él le dio un estipendio anual y la custodia de sus hijas, mientras que él mantuvo la custodia de sus hijos. Parte de su estipendio incluía dinero para el cuidado de las niñas con una cláusula que indicaba que con el fin de continuar recibiendo ese dinero, y retener la custodia, Dorotea no debía volver a los escenarios. En 1814, cuando un yerno (esposo de una hija fruto de una relación anterior a la que Dorotea tuvo con el duque) se encontró fuertemente endeudado, Dorotea volvió al escenario para ayudar a pagar esa deuda. Una vez que el duque recibió la noticia de esto, le quitó a sus hijas restantes de su cuidado y  su remuneración anual. Para evadir a los acreedores, huyó a Francia en 1815 y murió en Saint-Cloud, cerca de París, en la pobreza sólo un año más tarde.